# Poura (département)
Pour les articles homonymes, voir Poura.
Poura est un département et une commune rurale du Burkina Faso, situé dans la province des Balé et dans la région de la Boucle du Mouhoun. En 2019 lors du dernier recensement de la population, le département comptait 19 056 habitants,.

## Géographie

### Villages
Les différents villages administrativement institués sont (populations de 2006) :
- Basnéré (386 habitants)
- Darsalam (587 habitants)
- Kankélé (591 habitants)
- Mouhoun III (233 habitants)
- Poura (5 883 habitants, chef-lieu)
- Poura-Village (1 069 habitants)
- Pig-Poré (637 habitants)
- Toécin (375 habitants)